# نيك سميث (سياسي نيوزلندي)
نيك سميث (بالإنجليزية: Nick Smith)‏ هو مهندس وسياسي نيوزلندي، ولد في 24 ديسمبر 1964 في نيوزيلندا. حزبياً، نشط في الحزب الوطني في نيوزيلندا.

## مناصب
- انتخب عضو مجلس النواب النيوزيلندي عن دائرة Nelson (New Zealand electorate) [الإنجليزية]‏ وقد انضم خلال فترته النيابية [الإنجليزية]‏ للكتلة البرلمانية الحزب الوطني في نيوزيلندا.
- انتخب عضو مجلس النواب النيوزيلندي عن دائرة Nelson (New Zealand electorate) [الإنجليزية]‏ (1996 – ).
- انتخب وزير الإصلاحيات [الإنجليزية]‏ (1997 – 1999).
- انتخب وزير التعليم [الإنجليزية]‏ (31 يناير 1999 – 10 ديسمبر 1999).
- انتخب وزير الانحفاظ [الإنجليزية]‏ (22 يناير 2013 – 8 أكتوبر 2014).
- انتخب عضو مجلس النواب النيوزيلندي عن دائرة Tasman (New Zealand electorate) [الإنجليزية]‏ (1990 – 1996).